# Nonoc
nonoc（ノノック、7月12日 - ）は、日本の女性歌手、作詞家。北海道歌志内市出身。

## 来歴
母親が音楽好きだったことから幼少期から矢井田瞳などの流行のポップスに親しみ、また小学2年生から中学卒業までクラシックピアノを習い、音楽関連の仕事を主眼に置きエンタメ業界を目指すべく札幌の高校へ進学する。高校在学中に楽曲投稿アプリで歌声を披露し始めたところ、札幌を拠点とするプロデューサーの安田史生と出会い、本格的な音楽活動をスタートする。
2018年に、歌声がKADOKAWA制作陣の耳に届き、OVA映画「Re:ゼロから始める異世界生活 Memory Snow」において、イメージソング『Relive』とEDテーマ『White White Snow』の2曲のボーカルとして抜擢された。
2019年2月に、TVアニメ「魔法少女特殊戦あすか」OPテーマに起用された1stシングル『KODO』でデビューした。同年8月には、2019年マンガ大賞受賞作品でもあるTVアニメ「彼方のアストラ」OPテーマ『star*frost』を2ndシングルとしてリリース。
続く3rdシングル『Memento』、4thシングル『Believe in you』はTVアニメ「Re:ゼロから始める異世界生活 2nd season」のEDテーマに起用されている。
2023年12月31日にデビュー5週年を迎え、CREATIVE OFFICE CUEを退所し、2024年2月3日からはNEW WORLD LINE株式会社への移籍。以降、東京に拠点を移し音楽活動を続ける。
日常などがポストされていたXの「ののっくなのだ」アカウントは2024年2月6日から休止し、同年11月10日以降STAFFアカウントに変更します。
ノックノックノノック第2回配信にて一般募集からファンネームが決まり「ののくるー（nonocrew）」となる。

## ディスコグラフィ

### シングル
|     | 発売日        | タイトル       | 規格品番   | オリコン最高位 |
| --- | ------------- | -------------- | ---------- | -------------- |
| 1st | 2019年2月27日 | KODO           | ZMCZ-12961 | 70位           |
| 2nd | 2019年8月7日  | star*frost     | ZMCZ-13181 | 105位          |
| 3rd | 2020年9月2日  | Memento        | ZMCZ-14012 | 25位           |
| 4th | 2021年3月3日  | Believe in you | ZMCZ-14612 | 50位           |
| 5th | 2022年2月2日  | Change         | ZMCZ-15292 | 83位           |
| 6th | 2023年1月25日 | 灯火           | ZMCZ-16331 | 113位          |
| 7th | 2023年8月2日  | 楽園           | ZMCZ-16751 | 115位          |

### 配信限定シングル
| 発売日         | タイトル     | 規格                   |
| -------------- | ------------ | ---------------------- |
| 2020年9月9日   | Reloaded     | デジタル・ダウンロード |
| 2024年10月18日 | ドアの向こう | デジタル・ダウンロード |
| 2025年3月27日  | モノローグ   | デジタル・ダウンロード |

### EP
|             | 発売日        | タイトル     | 規格品番 | オリコン最高位 |
| ----------- | ------------- | ------------ | -------- | -------------- |
| 1st Digital | 2025年8月21日 | 栞のない物語 |          | —              |

## タイアップ曲
| 起用年 | 楽曲                   | タイアップ                                                                        |
| ------ | ---------------------- | --------------------------------------------------------------------------------- |
| 2018年 | Relive                 | OVA『Re:ゼロから始める異世界生活 Memory Snow』イメージソング                      |
| 2018年 | White White Snow       | OVA『Re:ゼロから始める異世界生活 Memory Snow』エンディングテーマ                  |
| 2019年 | KODO                   | テレビアニメ『魔法少女特殊戦あすか』オープニングテーマ                            |
| 2019年 | Hide and Seek          | TVCM『札幌大学2019『学び、自分型。』篇』                                          |
| 2019年 | Hollow Veil            | テレビアニメ『異世界かるてっと』第5話 エンディングテーマ                          |
| 2019年 | star*frost             | テレビアニメ『彼方のアストラ』オープニングテーマ                                  |
| 2019年 | 雪の果てに君の名を     | OVA『Re:ゼロから始める異世界生活 氷結の絆』主題歌                                 |
| 2020年 | Memento                | テレビアニメ『Re:ゼロから始める異世界生活』2nd seasonエンディングテーマ           |
| 2020年 | Reloaded               | スマートフォンゲーム『Re:ゼロから始める異世界生活 lost in memories』主題歌        |
| 2021年 | Believe in you         | テレビアニメ『Re:ゼロから始める異世界生活』2nd season後半クールエンディングテーマ |
| 2022年 | Change                 | テレビアニメ『ハコヅメ〜交番女子の逆襲〜』エンディングテーマ                      |
| 2022年 | endless tears          | スマートフォンゲーム『Re:ゼロから始める異世界生活-infinity-』主題歌               |
| 2023年 | 灯火                   | テレビアニメ『スパイ教室』1st seasonオープニングテーマ                            |
| 2023年 | 365日の明日            | TVCM『北海道電力』                                                                |
| 2023年 | 楽園                   | テレビアニメ『スパイ教室』2nd seasonオープニングテーマ                            |
| 2023年 | HERO                   | MFブックス創刊10周年記念楽曲                                                      |
| 2025年 | たまご                 | ことのは文庫『極彩色の食卓 ホーム・スイート・ホーム』イメージソング               |
| 2025年 | Primer                 | ことのは文庫『そのネイルは内緒のときめき』イメージソング                          |
| 2025年 | ひとすくいのしあわせで | ことのは文庫『アヒルと犬とそらいろ食堂 季節めぐる、忘れじの記憶』イメージソング   |
| 2025年 | GAZE                   | PCゲーム『虹彩都市』主題歌                                                        |

## 楽曲提供
- 夢限大みゅーたいぷ
  - 「Dream Voyage」（作詞）

## 出演

### ラジオ
- Dig link〜ディグリンク〜（エフエム北海道 2021年10月 - 2022年3月 第1週担当）
- V/R_relation（FM NORTH WAVE、火曜日23:30 - ）
  - 2022年4月 - 12月は第1週を、2023年1月 - 3月の番組終了までは第1・2週を担当した。

### 合同ライブ
| 出演日        | タイトル                      | 会場                     |
| ------------- | ----------------------------- | ------------------------ |
| 2022年5月14日 | KADOKAWA ARTIST LIVE ON STAGE | Zepp DiverCity（東京都） |